# الاتحاد من أجل حركة شعبية
الاتحاد من أجل حركة شعبية (أو اختصارا UMP) هو حزب سياسي فرنسي يميني وسطي، ذو توجه ديغولي (نسبة لشارل ديغول) محافظ، ليبرالي، ديمقراطي مسيحي. تأسس في 17 نوفمبر 2002م، وفازت شخصيتان تنتميان لحزب الاتحاد من أجل حركة شعبية برئاسة الجمهورية الفرنسية وهما جاك شيراك ونيكولا ساركوزي.

يعتبر اليوم أهم الأحزاب السياسية في فرنسا إلى جانب الحزب الاشتراكي.

تأسس الحزب بعد اندماج حزب تجمع من أجل الجمهورية مع عدة جهات يمينية أخرى.

يترأس الحزب اليوم نيكولا ساركوزي.

في 30 مايو 2015، غير الحزب إسمه في مؤتمر تأسيسي في باريس إلى الجمهوريون.

## التاريخ

### عملية التأسيس: الاتحاد من أجل الأغلبية الرئاسية
قبل الحملة الرئاسية لعام 2002، قام أنصار الرئيس جاك شيراك، المنقسمين إلى ثلاثة أحزاب برلمانية من يمين الوسط، بتأسيس جمعية تسمى "الاتحاد من أجل الحركة" (Union on mouvement). بعد إعادة انتخاب شيراك، ومن أجل خوض الانتخابات التشريعية بشكل مشترك، جرى إنشاء اتحاد الأغلبية الرئاسية (Union pour la Majorité présidentielle). ثم تغير اسمه إلى "الاتحاد من أجل الحركة الشعبية" وعلى هذا النحو جرى تأسيسه كمنظمة دائمة.

### تاريخ القادة
- ألان جوبيه 
 2002-2004 
 (رئيس)
- نيكولا ساركوزي 
 2004-2007 
 (رئيس)
- باتريك دوفيدجيان 
 2007-2008 
 (أمين عام)
- كزافييه برتران 
 2008-2010 
 (أمين عام)
- جان فرنسوا كوبيه 
 2010-2012 
 (أمين عام) 
 2014-2012 
 (رئيس)
- نيكولا ساركوزي 
 2015-2014 
 (رئيس)

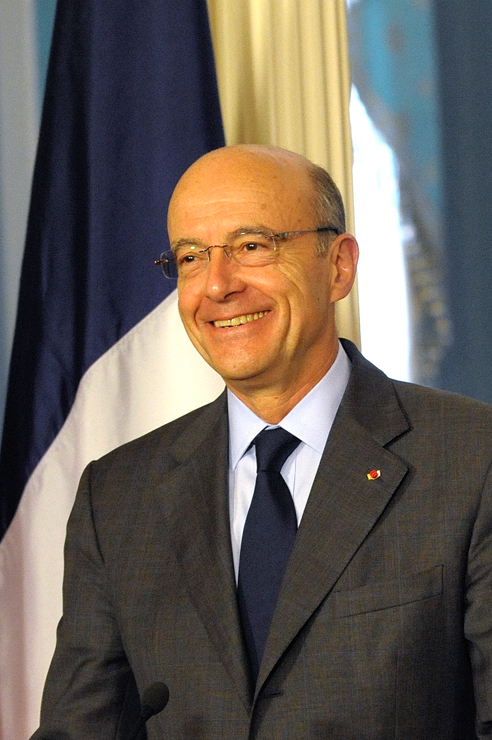
ألان جوبيه 2002-2004 (رئيس)
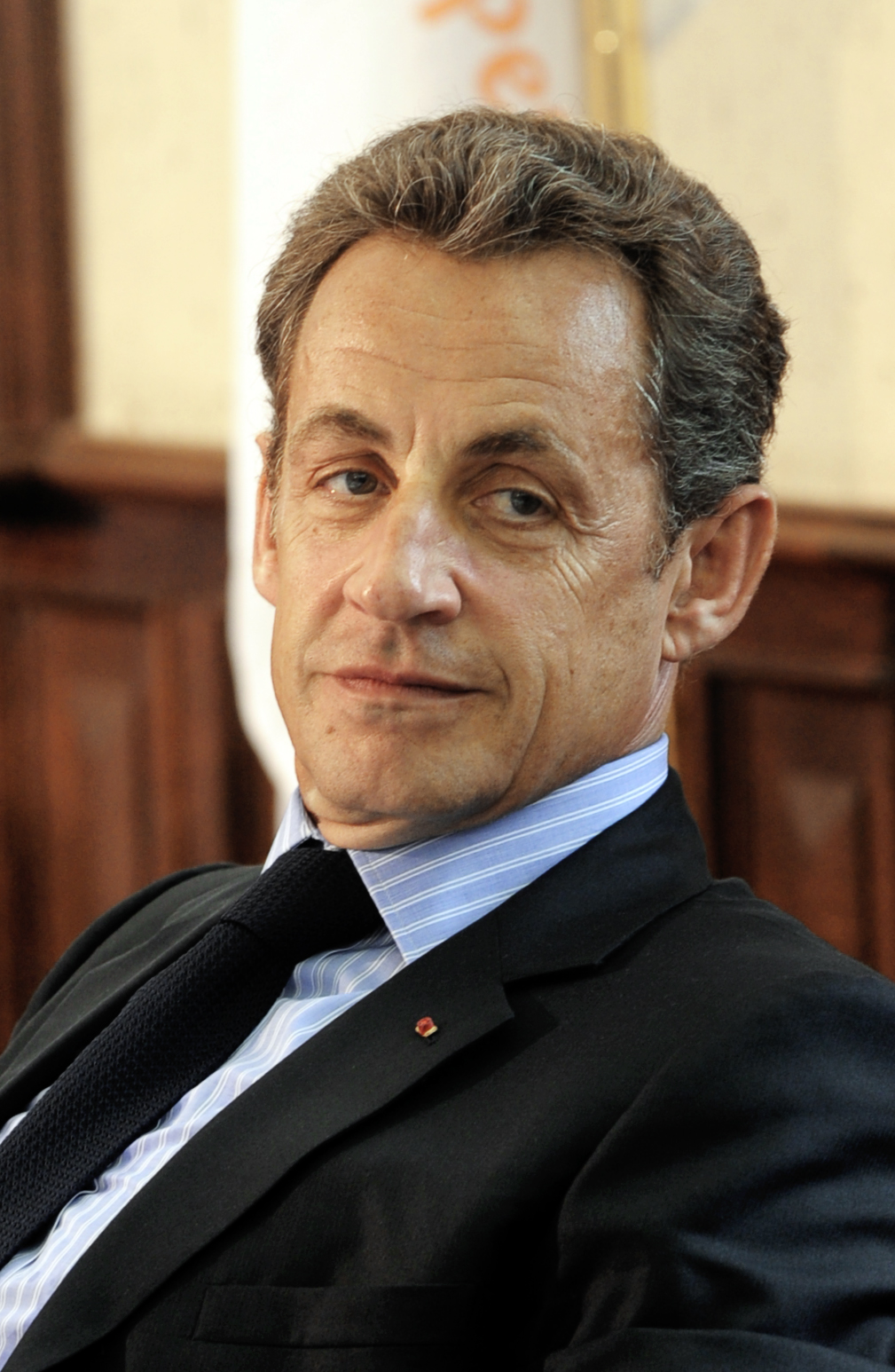
نيكولا ساركوزي 2004-2007 (رئيس)
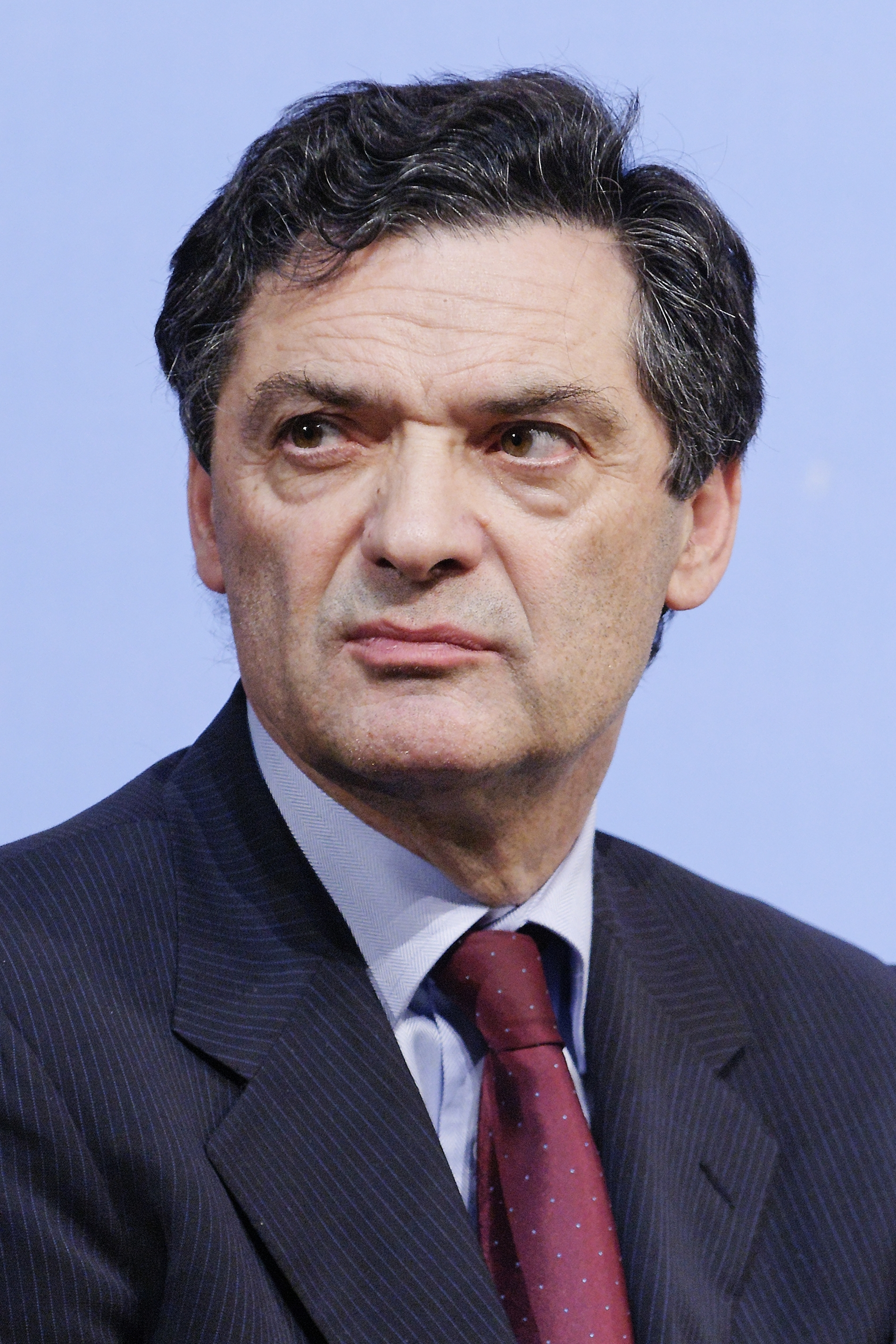
باتريك دوفيدجيان 2007-2008 (أمين عام)
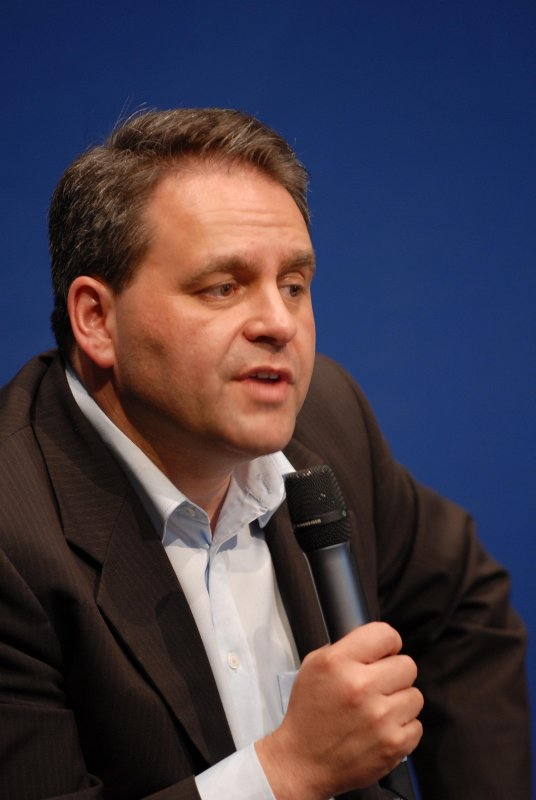
كزافييه برتران 2008-2010 (أمين عام)
جان فرنسوا كوبيه 2010-2012 (أمين عام) 2014-2012 (رئيس)
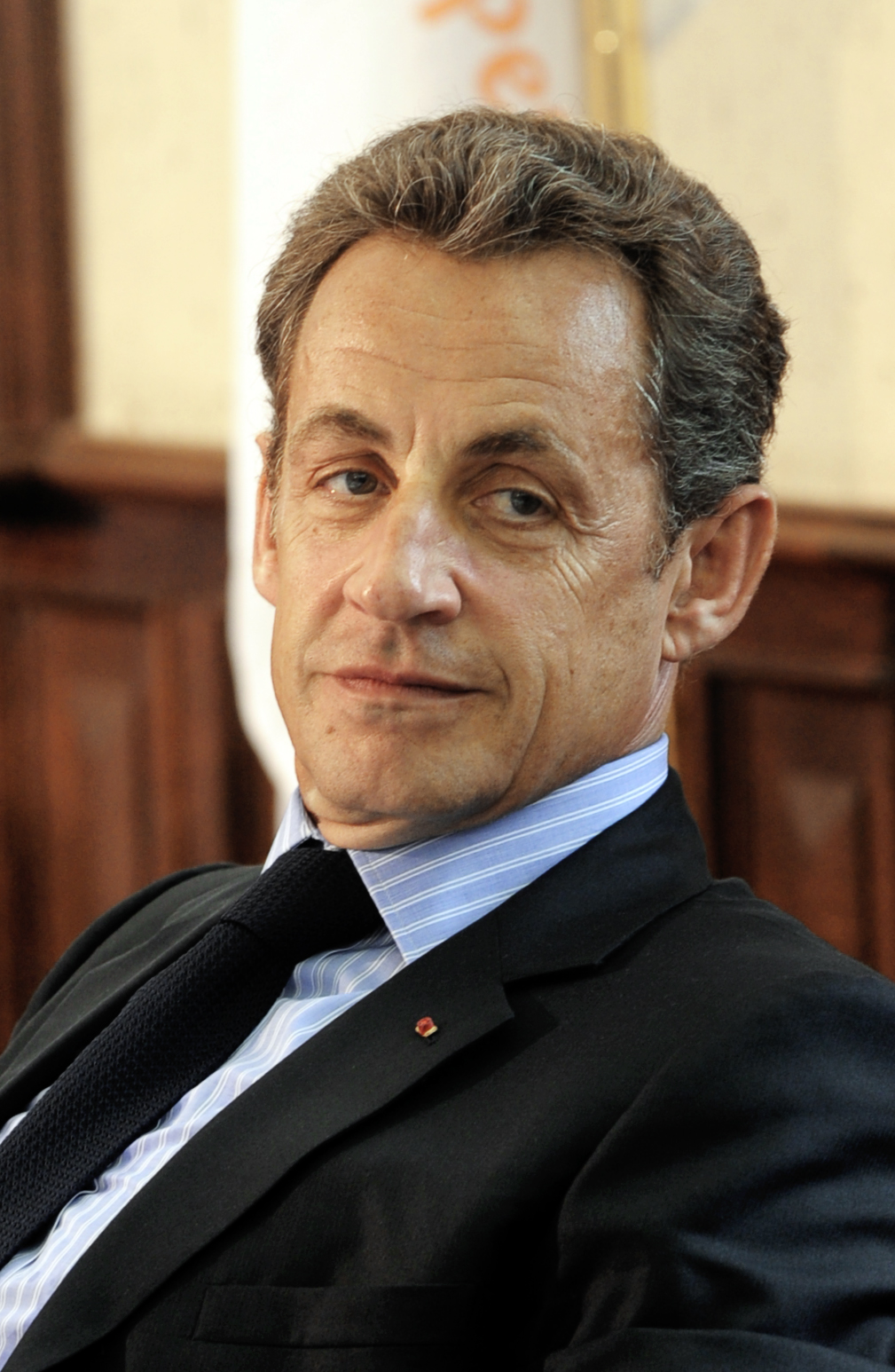
نيكولا ساركوزي 2015-2014 (رئيس)

- 17 نوفمبر 2002-16 يوليو 2004: ألان جوبيه رئيس، وفيليب دوست بلازي أمين عام.
- 16 يوليو 2004-18 نوفمبر 2004: جون كلود غودان رئيس مؤقت.
- 28 نوفمبر 2004-14 مايو 2007: نيكولا ساركوزي رئيس، بيار مايانيوري أمين عام.
- 14 مايو 2007-7 يوليو 2007: جون كلود غودان رئيس مؤقت.
- 7 يوليو 2007-25 سبتمبر 2007: بيار مايانيوري أمين عام مؤقت (من هذا التاريخ تم تجميد منصب رئيس الحزب).
- 25 سبتمبر 2007-5 ديسمبر 2008: باتريك دوفيدجيان أمين عام.
- 8 ديسمبر 2008-17 نوفمبر 2010: كزافييه برتران أمين عام.
- 17 نوفمبر 2010-19 نوفمبر 2012: جان فرنسوا كوبيه أمين عام.
- 19 نوفمبر 2012-10 يونيو 2014: جان فرنسوا كوبيه رئيس الحزب.
- 10 يونيو 2014-2 ديسمبر 2014: قيادة مشتركة مؤقتة بين رؤساء الوزراء السابقين التابعين للحزب ألان جوبيه وفرنسوا فيون وجان بيار رافاران وذلك فانتظار الانتخابات الرئاسية في الحزب.
- 2 ديسمبر 2014-30 مايو 2015: نيكولا ساركوزي رئيس الحزب (بعد فوزة ب65%).

تم تحويل اسم الحزب من الاتحاد من أجل حركة شعبية إلى الجمهوريون في 30 مايو 2015، وبقي ساركوزي رئيسا للحزب.

## التوجه الأيديولوجي
يمثل حزب الجمهوريون "الاتحاد من أجل حركة شعبية" سابقاً استمرارا للميراث السياسي للرئيس الفرنسي الراحل الجنرال شارل ديغول والمعروف في أدبيات السياسة الفرنسية بـ"الديغولية"، وهي خليطٌ من المواقف الوطنية المعتزة بفرنسا وبتميزها داخل نطاقها الغربي الليبرالي مع نزعة شديدة لاستقلال القرار السياسي عن المظلة الأميركية المهيمنة في الغرب.
وكان ساركوزي قد شدد خلال حملته لرئاسة الحزب على ضرورة إعادة تسمية الحزب ومراجعة لوائحه التنظيمية، بما يُناسب إستراتيجية ساركوزي للفوز برئاسات 2017 القائمة أساسا على استمالة ناخبي اليمين المتطرف، مع تأكيده الدائم على أن الحزب -وليس الجبهة الوطنية المتطرفة- هو الخصم الرئيسي للاشتراكيين، والقادر على هزيمتهم وتقديم البديل الديمقراطي لمشروعهم السياسي والاجتماعي.

## النتائج الانتخابية

### الانتخابات الرئاسية
| السنة | المرشح         | الدورة الأولى | الدورة الأولى | الدورة الأولى | الدورة الثانية | الدورة الثانية | الدورة الثانية |
| ----- | -------------- | ------------- | ------------- | ------------- | -------------- | -------------- | -------------- |
| السنة | المرشح         | الأصوات       | %             | الرتبة        | الأصوات        | %              | الرتبة         |
| 2007  | نيكولا ساركوزي | 663 448 11    | 31.18%        | الأول         | 138 983 18     | 53.06%         | انتخب          |
| 2012  | نيكولا ساركوزي | 629 753 9     | 27.18%        | الثاني        | 340 865 16     | 48.36%         | الثاني         |

- الانتخابات الرئاسية الفرنسية 2002: في 21 أبريل 2002، الرئيس المنتهية ولايته جاك شيراك، مرشح حزب التجمع من أجل الجمهورية، الذي تحول إلى الاتحاد من أجل حركة شعبية بعد يومين من هذا التاريخ، يحتل المرتبة الأولى في الدورة الأولى في الانتخابات مع 19.88% من الأصوات أمام اليميني المتطرف جان ماري لوبان الذي تأهل للدورة الثانية ب16.86% بينما خرج رئيس الوزراء اليساري ليونيل جوسبان من الدورة الءولى بنتيجة 16.18%. وأثناء الدورة الثانية فاز شيراك بأغلبية مطلقة لم تشهدها فرنسا في تاريخها أبدا بنسبة 82.21% وذلك بسبب تحالف أغلبية القوى الوطنية للإطاحة باليميني المتطرف لوبان.
- الانتخابات الرئاسية الفرنسية 2007: نيكولا ساركوزي مرشح الحزب يفوز في الدورة الأولى بالانتخابات في 22 أبريل 2007 بنسبة 31.18% أمام سيغولين رويال اليسارية. وأثناء الدورة الثانية في 6 مايو 2007 يفوز ساركوزي بالانتخابات بعد تحصله على 53.06% وسيغولين رويال على 46.94%.
- الانتخابات الرئاسية الفرنسية 2012: نيكولا ساركوزي مرشح الحزب ينتقل إلى الدورة الثانية بعد تحصله على 27.18% بعد المرشح اليساري فرانسوا أولاند الذي تحصل على 28.63%. وأثناء الدورة الثانية فاز أولاند بالانتخابات وتحصل على 51.64% بينما تحصل ساركوزي على 48.36%.

### الانتخابات التشريعية
| السنة | الدورة الأولى | الدورة الأولى | الدورة الأولى | الدورة الثانية | الدورة الثانية | الدورة الثانية | المقاعد   | الحكومة  |
| ----- | ------------- | ------------- | ------------- | -------------- | -------------- | -------------- | --------- | -------- |
| السنة | الأصوات       | %             | المرتبة       | الأصوات        | %              | المرتبة        | المقاعد   | الحكومة  |
| 2002  | 023 408 8     | 33.30%        | الأول         | 669 029 10     | 47.26%         | الأول          | 358 / 577 | الحكومة  |
| 2007  | 028 289 10    | 39.54%        | الأول         | 408 463 9      | 46.37%         | الأول          | 313 / 577 | الحكومة  |
| 2012  | 268 037 7     | 27.12%        | الثاني        | 628 740 8      | 37.95%         | الثاني         | 194 / 577 | المعارضة |

### انتخابات المناطق
| السنة | أصوات الدورة الأولى | %      | المنتخبين   | رؤساء مجالس المناطق |
| ----- | ------------------- | ------ | ----------- | ------------------- |
| 2004  |                     |        |             | 2 / 26              |
| 2010  | 942 066 5           | 26.02% | 340 / 1٬749 | 3 / 26              |

ملاحظة: لا يمكن معرفة عدد الأصوات الحقيقي للحزب في انتخابات 2004 لأن الانتخابات شهدت عدة تحالفت حسب البلديات بين مختلف أحزاب اليمين والوسط.

### انتخابات الأقاليم
| السنة | الدورة الأولى | الدورة الأولى | الدورة الثانية | الدورة الثانية | المستشارين    | رؤساء المجالس العامة |
| ----- | ------------- | ------------- | -------------- | -------------- | ------------- | -------------------- |
| السنة | %             | المرتبة       | %              | المرتبة        | المستشارين    | رؤساء المجالس العامة |
| 2004  | 20.95%        | الثاني        | 27.22%         | الثاني         | 468 / 2٬034   | 37 / 100             |
| 2008  | 23.57%        | الثاني        | 26.80%         | الثاني         | 514 / 2٬020   | 30 / 100             |
| 2011  | 16.97%        | الثاني        | 20.00%         | الثاني         | 369 / 2٬026   | 27 / 101             |
| 2015  | 6.57%         | الأول         | 8.64%          | الأول          | 1٬080 / 4٬108 | 67 / 101             |

### انتخابات بلدية
| 2008 |  |  | 11 / 40 |
| 2014 |  |  | 20 / 41 |

ملاحظة: لا يمكن معرفة عدد الأصوات الحقيقي للحزب لأن الانتخابات شهدت عدة تحالفت حسب البلديات بين مختلف أحزاب اليمين والوسط.

### الانتخابات الأوروبية
| السنة | %      | المقاعد | المرتبة | الكتلة |
| ----- | ------ | ------- | ------- | ------ |
| 2004  | 16.64% | 17 / 74 | الثاني  | PEE    |
| 2009  | 27.88% | 24 / 74 | الأول   | PEE    |
| 2014  | 20.80% | 20 / 74 | الثاني  | PEE    |

ملاحظة: في 2009، كانت للحزب قائمة مشتركة مع الوسط الجديد (أين فازا معا ب3 مقاعد)، واليسار العصري (أين فازا معا ب2 مقاعد).

## التنظيم الداخلي
يتكون الحزب من الإدارة أو القيادة الوطنية، وعدة هيئات تنفيذية جماعية، وكذلك العديد من فيدراليات جهوية وهياكل خاصة.

### الإدارة الوطنية
منذ ديسمبر 2014:
- الرئيس : نيكولا ساركوزي.
- نائبة الرئيس المساعدة: ناتالي كوسيسكو موريزيه.
- الأمين العام: لورون فوكييه
  - نائب الأمين العام للاتحادات: إريك سيوتي.
  - نائب الأمين العام للانتخابات: جيرالد دارمانان.
  - نائب الأمين العام للعضويات: صوفي بريما.
  - نائب الأمين العام للتكوين: إدوار كورتيال.
- ناطقين رسميين: إيزابيل لو كالناك، سيباستيان هوغ.
- مستشارين سياسيين: لوك شاتال، بريس أورتفو.
- رئيس اللجنة الوطنية للتنصيبات: كريستيان إستروسي.
  - نائب رئيس اللجنة: روجيه كاروتشي.
- منسقة انتخابات مناطق فرنسا: فاليري بكراس.
- منسق انتخابات أقاليم فرنسا: إريك دوليجيه.
- أمين المال: دانيال فاسكال.
- رئيس لجنة رؤساء البلديات: إوبار فالكو.
- المندوب العام للبناء والإسكان: مارك فيليب دوبراس.
- المندوب العام للأعضاء الجدد: دافيد دويي.
- المندوب العام للعلاقات الدولية: بيار لولوش.
- المندوب العام للاقتصاد والمالية: إريك وورث.
- المندوب الوطني للتحكم في الإنفاق العام: مايل دو كالون.
- المندوب الوطني للصيد: بيار شارون.
- المندوب الوطني للعمل والتشغيل: جيرار شاربيون.
- المندوب الوطني للاتفاقيات المواضيعية: غريغوار دو لاستيري.
- المندوب الوطني للعلاقات مع رواد الأعمال: سيباستيان بيلار.

يوجد كذلك 36 أمين وطني يتعلقون بمهام مختلفة (مثل الرياضة والأمن والسياحة والزراعة...).

## مقالات ذات صلة
- تجمع من أجل الجمهورية.
- الاتحاد من أجل الديمقراطية الفرنسية.

## وصلات خارجية
- الموقع الرسمي
- الموقع الرسمي لشباب الحزب
- الموقع الرسمي لكتلة نواب الاتحاد من أجل حركة شعبية في الجمعية الوطنية.
- الموقع الرسمي لكتلة نواب الاتحاد من أجل حركة شعبية واليمين في البرلمان الأوروبي.